# 藏玛
藏玛（藏語：གཙང་མ་，威利转写：gtsang ma），藏传佛教前弘期僧人，吐蕃赞普赤德松赞长子。
藏玛是赤德松赞的王子，幼年时出家为僧。赤德松赞去世后，其弟赤祖德赞继位，藏玛支持弟弟大力弘扬佛法。后来反佛派的大贡论韦·甲多热（结都那）向赤祖德赞进谗，诬陷藏玛不守戒律、反对佛法。赤祖德赞下令将藏玛流放至卓木。据《贤者喜宴》记载，他在流放途中被王妃那囊氏芒洁毒害致死。